# 丹尼斯·维奥勒
丹尼斯·维奥勒（Dennis Viollet，1933年9月20日—1999年3月6日），是一名已经去世的英格兰职业足球运动员，司职前锋，曾长期效力于曼联。

## 生平
1950年代中期，汤米·泰勒与维奥勒在曼联锋线组成的一高一快的组合，帮助球队获得联赛二连冠。球队不久即遭遇慕尼黑空难，维奥勒幸存了下来，成为恢复期的曼联主要的攻击力量之一。不过1962年时，主帅巴斯比却出人意料的将维奥勒出售。
维奥勒仅两次入选过英格兰国家队，攻入一球，但是因为他在俱乐部赛事中的高入球率，被认为是英格兰历史上最被低估的前锋之一。
维奥勒退役后移居美国，主要在次级联赛球队有长期的执教经验，直至1999年因罹患癌症去世。2002年他入选了美国足球联赛荣誉堂。

## 家庭
维奥勒的女儿雷切尔·维奥勒曾在1996年打入温布尔登网球赛第二轮，成为当时的英国头号女单选手。